# Alexandre de la Kouchta
Saint Alexandre de la Kouchta (Александр Куштский), né Alexis vers 1371 à Vologda et mort le 8 juin 1439, est un vénérable moine de l'Église orthodoxe russe, hiéromoine et fondateur du monastère de la Dormition-Saint-Alexandre au bord de la rivière Kouchta, à 40 kilomètres de Vologda. Sa mémoire liturgique est le 9 juin dans le calendrier julien et le 22 juin dans le calendrier grégorien (aux XXe et XXIe siècles).

## Hagiographie
Le jeune Alexis entre tôt au monastère du Sauveur de l'île Kamenni, fondé par l'higoumène Denis de la Montagne-Sainte, né à Constantinople. L'higoumène le prend comme novice et il est placé sous l'enseignement d'un starets expérimenté. Selon le manuscrit de sa Vie, l'higoumène devine en Alexis des dons d'ascète et raccourcit sa période de noviciat pour le tonsurer au bout de quelques mois, sous le nom d'Alexandre.
Alexandre vit de longues années à l'île Kamenni, étant devenu hiéromoine. Cependant, désirant une vie de prière plus solitaire, il obtient la permission de partir vers la rive Nord du lac Koubenskoïe en direction de l'est. Il s'arrête au milieu de bois et de marais au bord de la rivière Siamjena, où il trouve un endroit propice à sa future vie retirée. Il y construit une petite cellule. Après que des gens sont venus en nombre le solliciter pour des conseils spirituels, il décide à nouveau de partir et se rend au bord du lac Koubenskoïe.
À l'embouchure de la rivière Kouchta, Alexandre rencontre le bienheureux Euthyme de la Sianjema qui vivait en ermite. Ils passent quelque temps ensemble et font l'échange de leurs ermitages, Euthyme ayant béni Alexandre.
Alexandre décide de construire une église de bois et fonde une skite, plus tard le monastère de la Dormition-Saint-Alexandre, plus près du lac, dans un endroit qu'il défriche. Plus tard, un starets le rejoint et cinq ans plus tard un deuxième frère. Alexandre part pour Rostov-le-Grand solliciter auprès de son ancien maître, l'archevêque Denis le Grec (ancien higoumène de Spasso-Kamenni), sa bénédiction dans son projet de fonder un monastère cénobitique. Après sa bénédiction, il retourne dans son « désert » et construit une église de bois en l'honneur de la Dormition de la Mère de Dieu.
Le seigneur local, Dimitri Vassilievitch, de la deuxième dynastie des princes de Iaroslavl, place le monastère sous sa protection et lui prodigue son aide. Sa épouse, Marie, fait don d'icônes et d'un évangéliaire.
Avant sa mort, le saint fondateur fait ses adieux à ses compagnons Sabbas et Siméon, en leur demandant de construire une église en l'honneur de saint Nicolas. Il meurt le 9 juin 1439 à l'âge de 68 ans. Il est enterré sous le côté Sud de l'autel de l'église. La légende raconte qu'un sorbier des oiseleurs a poussé sur le lieu de sa sépulture et que ses fruits apportaient la guérison.
Les deux églises du monastère brûlent le 26 octobre 1519, sous l'higoumène Nathanaël qui en fait reconstruire de nouvelles. Des miracles sont vus par des fidèles pèlerins et des malades,.

## Vénération
La canonisation d'Alexandre a lieu vers 1575. D'anciens manuscrits sur la vie d'Alexandre font état d'une vingtaine de miracles, le dernier ayant lieu en 1573.
Ses reliques se trouvent sous l'autel de l'église Saint-Nicolas du monastère, devenue paroissiale après la fermeture du monastère en 1764. Les chaînes de pénitence du saint ascète sont conservées en l'église Saint-Athanase-d'Alexandrie du village d'Oustié (raïon d'Oustié-Koubinskoïé) dans l'oblast de Vologda.